# 山田耕筰
山田耕筰（1886年6月9日—1965年12月29日），日本古典音乐作曲家、指挥家。

## 生平
作为日本明治维新后不久出生的音乐家，山田耕筰是日本最早的西洋古典音乐作曲家之一。他出身于一个下级武士家庭，少年时就学于东京音乐学校，后又于1910年至1913年在柏林留学，曾师从马克斯·布鲁赫。归国后致力于古典音乐的普及工作，包括创办了日本最早的专业交响乐团日本交响乐协会（NHK交响乐团的前身）。作为指挥家，他指挥了大量世界著名作品的日本首演。
山田耕筰名字“耕筰”的罗马字写法原为Kōsaku，后来在德国留学时，人们由于这个名字的读音与意大利语的（“什么”或“东西”）以及德语的（“牛”）接近而取笑他，于是他将之改为Kôsçak。

## 作品
山田耕筰是一位产量很大的作曲家，作品总量大约有1600部，但是不少作品都在第二次世界大战中被毁掉。他创作了日本最早的交响曲《胜鬥与和平》。他的歌剧《黑船》则是日本最受欢迎的歌剧之一。还有他的满洲国国歌1932草案《大满洲第一建国歌》他还创作了大量童谣、校歌、军歌等。其中充满怀旧田园气息的童谣《红蜻蜓》无可争议地成为山田最著名的作品。山田的音乐风格总体上是德奥后浪漫主义和日本民族风格的结合。